# Amherstburg
Amherstburg – miejscowość (ang. town) w Kanadzie, w prowincji Ontario, w hrabstwie Essex.
Powierzchnia Amherstburg to 185,67 km². Według danych spisu powszechnego z roku 2001 Amherstburg liczy 20 339 mieszkańców (109,54 os./km²).